# Данијел Зиберт
Данијел Зиберт (  је немачки фудбалски судија са седиштем у Берлину. Он суди за ФК Нордост Берлин из Берлинског фудбалског савеза. Он је судија ФИФА, и рангиран је као судија у елитној категорији УЕФА.

## Судијска каријера
Рођен у Берлину, радио је као судија за клуб Норд Ост Берлин. Као арбитар ради од 1998. године. Године 2007. уврштен је на листу судија Немачког фудбалског савеза а 2009. године дебитовао је у Другој Бундеслиги. Постављен је за судију у елитној Бундеслиги за сезону 2012/2013, дебитовао је као судија на утакмици Шалкеа 04 против Аугзбурга где је показао три жута картона.
Дана 24. октобра 2014. и званично је заменио Волфганга Штарка на листи ФИФА судија и постао најмлађи немачки ФИФА судија а 29. маја 2015. дебитовао је на међународном нивоу, судио је у утакмици квалификација за Европско првенство 2015. (до 19 година), Португал против Турске. Дана 9. јуна судио је на пријатељској утакмици ФИФА између Луксембурга и Молдавије.
Био је главни судија на три утакмице током Европског првенства 2020. На том првенству судио је на утакмици Групе Д, Шкотска - Чешка, Групи Е, Шведска-Словачка и мечу 1/8 финала између Велса и Данске
. Уврштен је на листу судија за Светско првенство 2022..
У априлу 2024. изабран је за једног од главних судија међу 19 судијских тимова који ће судити на утакмицама Европског првенства у фудбалу које ће се одржати у јуну-јулу 2024. на фудбалским теренима Немачке.

### Светско првенство 2022.
| Фаза        | Датум              | Стадион         | Екипа 1 | Екипа 2    | Резултат  | Жути картон | Red card | Пенал |
| ----------- | ------------------ | --------------- | ------- | ---------- | --------- | ----------- | -------- | ----- |
| Групна фаза | 26. новембар 2022. | Ел Џануб, Вакра | Тунис   | Аустралија | 0:1 (0:1) | 3 — 0       | 0 — 0    | 0 — 0 |
| Групна фаза | 2. децембар 2022.  | Ел Џануб,Вакра  | Гана    | Уругвај    | 0:2 (0:2) | 2 — 5       | 0 — 0    | — 0   |

### Европско првенство у фудбалу 2024.
| Фаза        | Датум         | Град               | Стадион          | Екипа 1  | Резултат  | Екипа 2  | Жути картон | Red card | Пенали |
| ----------- | ------------- | ------------------ | ---------------- | -------- | --------- | -------- | ----------- | -------- | ------ |
| Групна фаза | 22. јун 2024. | Хамбург            | Фолкспаркстадион | Грузија  | 1:1 (1:0) | Чешка    | 4 - 5       | 0 - 0    | - 0    |
| Групна фаза | 26- јун 2024. | Франкфурт на Мајни | Валдстадион      | Словачка | 1:1 (1:1) | Румунија | 1 - 3       | 0 - 0    | 0 -    |